# São José do Rio Preto
São José do Rio Preto (ou simplement Rio Preto) est une ville du Brésil située dans l'État de São Paulo. 
Avec 469 173 habitants en 2021, elle est la cinquante-deuxième ville brésilienne par sa population. Rio Preto est la ville centre d'une unité urbaine de 774 635 habitants la huitième du pays par sa population, et présentée comme la troisième meilleure ville du pays quant à la qualité de vie.

## Histoire
Son histoire commence avec le défrichement des terres au nord-ouest de l'État de São Paulo en 1840. Les bandeirantes s'établissent et commencent l'exploitation agricole et l'élevage d'animaux domestiques. En 1852, Luiz Antônio da Silveira donne une partie de ses terres à son saint protecteur São José.
Le 19 mars 1852, João Bernardino de Seixas Ribeiro -le fondateur de la ville-, qui possède déjà une maison sur les terres du patrimoine, érige avec les habitants du voisinage une croix de bois et édifient une petite chapelle pour les fonctions religieuses. Le 20 mars 1855 le quartier d'Araraquara est élevé à la catégorie de district de paix et de police.

## Géographie
Le territoire de la ville est situé dans une région de savane et est délimité par les rivières Paraná, Grande, Tietê e Turvo, couvrant une superficie de 26 000 km2.

## Culture locale
La ville est une référence dans le secteur des arts théâtraux, dans la ville se trouve le Festival International de Théâtre (FIT).

## Économie
Le secteur tertiaire est le principal vecteur économique de la ville.
Rio Preto possède un important centre hospitalier qui est considéré comme une référence dans le pays, en plus de un centre universitaire de médecine.
Sont les principaux produits agricoles de la région: caoutchouc (le principal de tous), suivi des oranges, canne à sucre, maïs et café.